# Primula woonyoungiana
Primula woonyoungiana är en viveväxtart som beskrevs av Fang. Primula woonyoungiana ingår i släktet vivor, och familjen viveväxter. Inga underarter finns listade i Catalogue of Life.